# William Townley

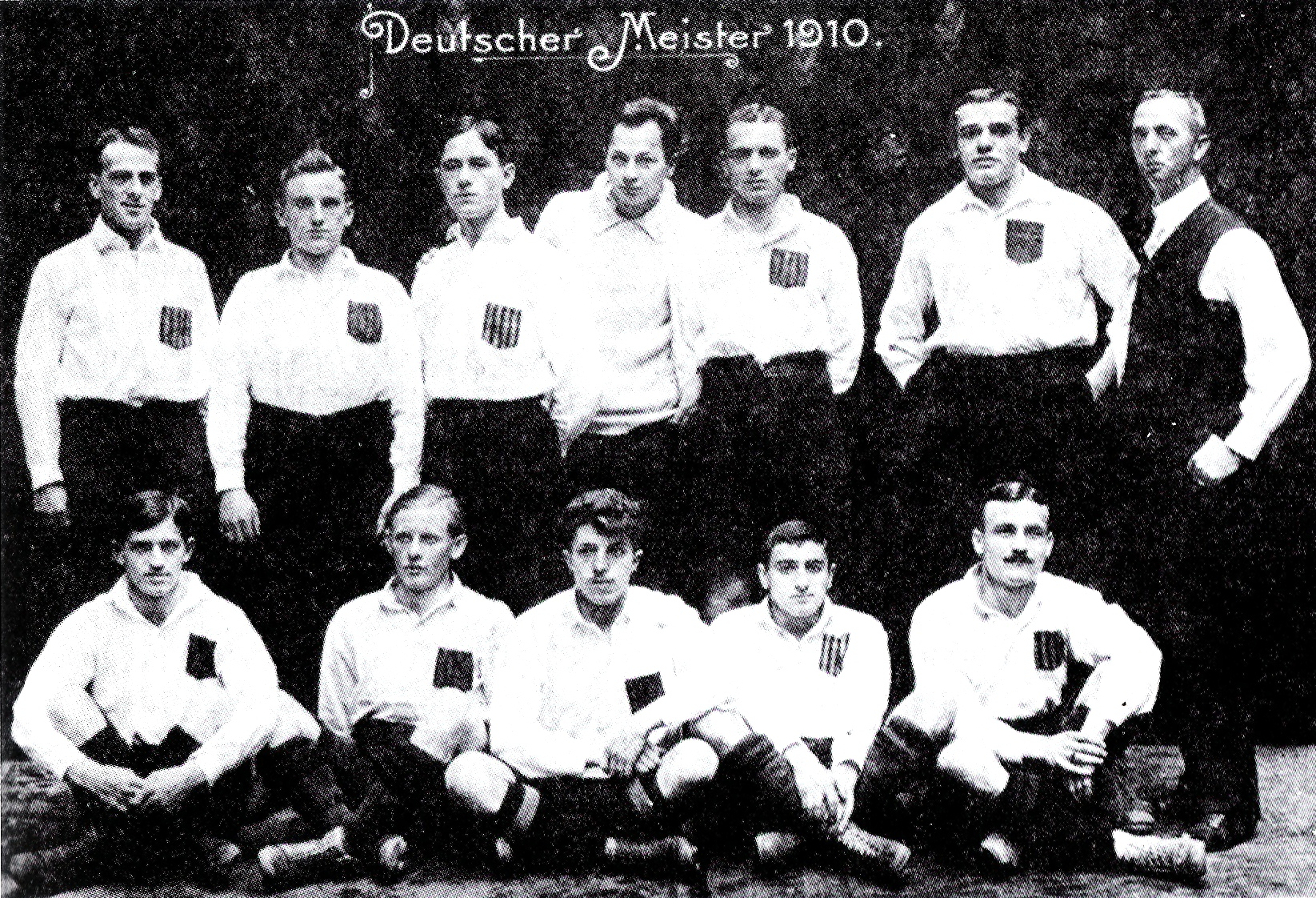
Townley (oben rechts) mit der Meistermannschaft des Karlsruher FV 1910

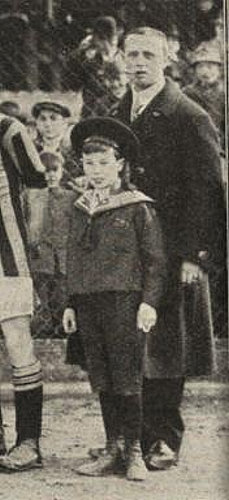
Townley mit seinem Sohn Jimmy in Fürth (1913)

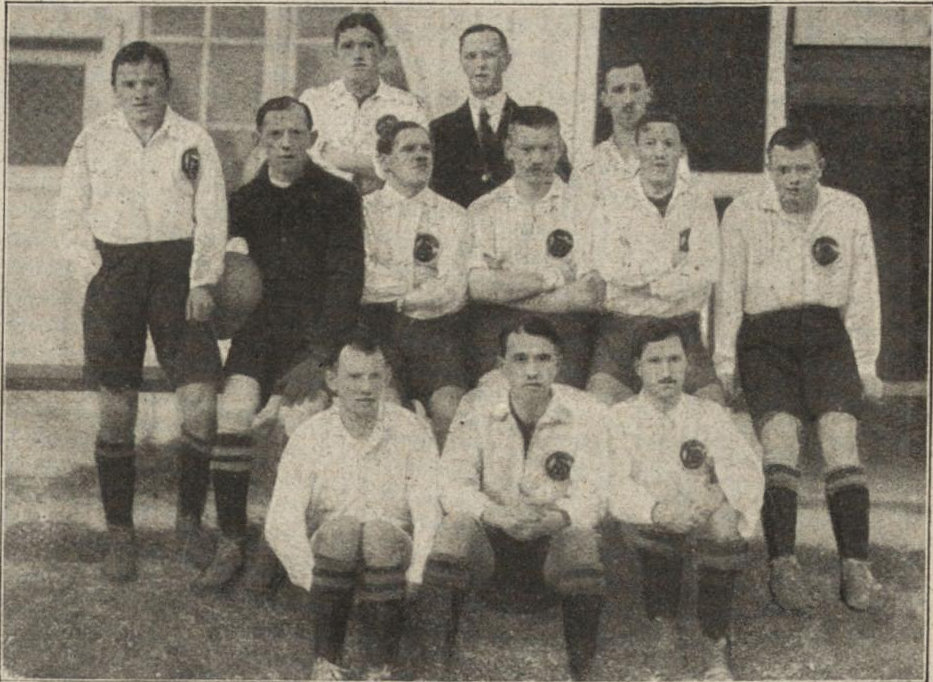
Townley mit dem FC Bayern 1914: Rath, Townley, Baumann – Tregler, Pekarna, Storch, Hobmeier, Fürst, Schneider – Berz, Reeb, Gablonsky

William James Townley (* 14. Februar 1866 in Blackburn; † 30. Mai 1950 in Blackpool) war ein englischer Fußballspieler und ‑trainer. Er war der erste Spieler in der Geschichte des FA Cups, dem in einem Endspiel drei Tore gelangen. Später machte er sich in der deutschen Fußballgeschichte des frühen 20. Jahrhunderts als Pionier in der Trainerarbeit bei zahlreichen Vereinen einen Namen und führte den Karlsruher FV und die SpVgg Fürth zu insgesamt drei deutschen Meisterschaften.

## Spielerlaufbahn
Der in der Baumwollstadt Blackburn nördlich von Manchester geborene und aufgewachsene Townley kam als Schüler der Public School erstmals in Kontakt mit dem Fußball. Seine Vereinslaufbahn begann Townley bei den Blackburn Swifts und bei Blackburn Olympic, bevor er sich 1886 den Blackburn Rovers anschloss, die zu diesem Zeitpunkt eines der besten englischen – und damit weltweit besten – Fußballteams stellten. Er spielte vornehmlich auf der Position des linken Flügelstürmers, gewann 1890 und 1891 jeweils den FA Cup und trug in seinem ersten Finale zum 6:1-Sieg gegen The Wednesday, den heutigen Sheffield Wednesday, drei Treffer bei, was zuvor noch keinem anderen Spieler gelungen war. Auch bei der Titelverteidigung im Folgejahr konnte er ein Tor erzielen, als Notts County mit 3:1 besiegt wurde. Diese Rekordmarke von vier Toren in FA-Cup-Endspielen wurde erst in den 1980er-Jahren von Ian Rush übertroffen, der jedoch dafür drei Finalpartien benötigte.
In den Jahren 1889 und 1890 absolvierte Townley zwei Länderspiele für die englische Nationalmannschaft und konnte dabei zwei Tore erzielen. Im Jahre 1892 wechselte er für ein Jahr zur Stockton Football and Athletics Company, üblicherweise bekannt als Stockton FC, die in der halbprofessionellen Northern Football League spielte. Der Ausflug war wenig erfolgreich als Stockton nur Fünfter in der aus sechs Mannschaften bestehenden Liga wurde. So kehrte Townley zur Saison 1893/94 zu den Rovers zurück und setzte seine Laufbahn nach einer weiteren Saison beim Absteiger Darwen FC in der Zweiten Division fort, mit dem er Sechster und Neunter wurde. 1896 wechselte er dann zum damals ebenso zweitklassigen Manchester City FC, wo er seine Karriere 1897 aufgrund einer schweren Kopfverletzung als Fußballspieler beenden musste.

## Trainerlaufbahn
Zum Abschluss seiner Spielerkarriere begann er damit, das Trainieren von Fußballmannschaften berufsmäßig zu gestalten, wobei er sich schon zuvor für die theoretischen Elemente des Fußballspiels interessiert hatte und ihm die notwendige pädagogischen Kenntnisse bei seiner Lehrerausbildung vermittelt wurden. Ob Townley offiziell eine Trainertätigkeit in England ausgeübt hat, ist nach heutigem Kenntnisstand nicht gesichert.
Wohl weil in England der Wettbewerb um die vergleichsweise wenigen Trainerstellen groß war, verlagerte Townley sein Betätigungsfeld auf das europäische Festland, wo sich der Fußballsport überhaupt erst ernsthaft zu etablieren begann. Ein gezieltes Training zur Förderung individueller Fertigkeiten oder eine taktische Ausrichtung war in dieser Zeit selbst bei Spitzenvereinen noch unüblich, die Aufstellung wurde durch den Mannschaftskapitän oder, sofern vorhanden, einen Spielausschuss festgelegt.

### Anfänge und erste Erfolge in Deutschland
Townleys erste Trainerstation war der Deutsche Fußball-Club Prag, ein von deutschen Böhmen gegründeter Verein, der schon 1903 im Endspiel um die erste deutsche Meisterschaft gestanden hatte. Prag zählte zu dieser Zeit zu einer der Hochburgen des „englischen Laufballspieles“ auf dem Kontinent, was wohl auch auf zahlreiche Auftritte englischer Vereine zurückzuführen war. Wahrscheinlich fand Townley auf diesem Weg in die böhmische Metropole, wo er im Jahr 1908 erstmals als Trainer in Erscheinung trat.
Ab 17. Januar 1909 übernahm er das Training beim süddeutschen Spitzenverein Karlsruher FV. Der Südmeister der Jahre 1901 bis 1905, der 1905 ebenfalls bereits einmal im Finale um die deutsche Meisterschaft gestanden hatte, steckte vor Townleys Amtsantritt in einer Krise, wofür vornehmlich schlechtes Training verantwortlich gemacht wurde. Townley formte um Spieler wie Max Breunig, Fritz Förderer und Gottfried Fuchs eine formidable Mannschaft und gewann 1910 mit einem 1:0-Sieg nach Verlängerung gegen Holstein Kiel den ersten und einzigen Meistertitel in der Geschichte des KFV. Darüber hinaus richtete er seine taktischen Vorgaben – „Stoppen, schauen, zuspielen“ – die sich das schottische Flachpassspiel zum Vorbild nahmen, bis in die Jugendbereiche des Vereins aus. Diesem Prinzip folgte er auch auf seinen weiteren Trainerstationen.
Die Vereinsführung des KFV verzichtete 1911 auf die Dienste Townleys, da sich der finanzielle Aufwand angesichts der später recht geringen Trainingsteilnahme der Spieler nicht mehr zu lohnen schien. Er wurde aber von der Spielvereinigung zum Finale der Deutsche Fußballmeisterschaft 1911/12 an den KFV, der in Hamburg dem FV Holstein Kiel mit 0:1 unterlag, ausgeliehen.

### Begründung der Goldenen Ära der SpVgg Fürth
Am 8. April 1911 wurde auf einer außerordentlichen Hauptversammlung des fränkischen Vereins SpVgg Fürth beschlossen, den englischen Trainer zu verpflichten. Der Verein besaß im kaiserlichen Deutschland mit dem Ronhof eine der fortschrittlichsten Anlagen und war mit circa 3.000 Mitgliedern einer der größten Vereine des Landes. Townley führte den Klub zu seinen zwei ersten bayerischen Meisterschaften, die seinerzeit als „Ostkreismeisterschaft“ firmierten, und begründete damit die „goldene Ära“ des Vereins, die bis in die 1930er-Jahre hinein andauerte.
1913 bereitete er auch die Auswahl des Westdeutschen Spiel-Verbandes auf das Schlussspiel um den Kronprinzenpokal 1912/13 vor, das anlässlich der Eröffnung des Deutschen Stadions am 8. Juni 1913 in Berlin stattfand. Die Westdeutschen erwiesen sich der Auswahl Berlins überlegen und gewannen 5:3.
Im Dezember 1913 verpflichte ihn der FC Bayern München (der seit 1906 unter der Bezeichnung „FA Bayern im Münchner SC“ im Münchner SC integriert war), von dem er im April des folgenden Jahres auf einer Art Leihbasis nach Fürth zurückkehrte. Mit den Franken drang er bis ins Endspiel um die deutsche Meisterschaft 1914 vor und gewann in Magdeburg gegen den Rekordmeister, den dreimaligen Meister VfB Leipzig, mit 3:2 in der Verlängerung durch ein Tor in der 153. Minute. Die Mannschaft mit hochrespektablen Spielern wie Hans „Bumbes“ Schmidt, Georg Wellhöfer, Karl Franz und dem Ungarn Frigyes Weicz holte damit die erste deutsche Meisterschaft nach Fürth und auch nach Bayern.
Anschließend zog es ihn zurück nach München. Als sich der Erste Weltkrieg ankündigte, hat Townley Deutschland zeitweise verlassen, da er eine Gefangennahme in Deutschland befürchte – eine reale Gefahr, wie beispielsweise Steve Bloomer erfahren musste, der als Trainer eines Berliner Vereins interniert wurde.

### Wanderjahre nach dem Krieg
Nach dem Krieg trainierte er erneut den FC Bayern München, der seit 1919 mit dem Turnverein Jahn den TuSpV Bayern bildete, und gewann dort einige regionale Titel. Im August 1920 wechselte er für einige Wochen zum Schweizer Verein FC St. Gallen, den in jenen Jahren mit dem Münchner Club eine Sportfreundschaft verband, und betreute die dortige Mannschaft in einer Art Sommertrainingslager. Beim FC Bayern München arbeitete Townley während seiner zwei Amtszeiten mit dem bayerischen Präsidenten Kurt Landauer zusammen, der selbst den Verein im Jahre 1932 mit dem Österreicher Richard Dombi – dem späteren Erfolgstrainer von Feyenoord Rotterdam – zur ersten Meisterschaft in der Vereinsgeschichte führen sollte.
Townley zog es anschließend im Januar 1921 zum SV Waldhof Mannheim, den er auf die süddeutsche Meisterschaftsendrunde 1921 vorbereiten sollte. Der SV Waldhof wurde dann auch erst vom amtierenden Meister auf dem Weg zur erfolgreichen Titelverteidigung, dem 1. FC Nürnberg, besiegt. Der Club wurde wiederum vom ebenso bedeutenden ungarischen Trainer Izidor Kürschner betreut, der in jenen Jahren auch einmal kurzfristig beim FC Bayern München tätig war.
Die nächste Spur von Townley ist ab März 1921 beim SC Victoria Hamburg zu finden, wo er knapp zwei Spielzeiten verbrachte und dabei auch seinen Sohn Jimmy zum Einsatz auf der Stürmerposition kommen ließ. Hamburger und Münchner Zeitungen nannten „ein Gehalt von M. 800,- pro Woche, die Einnahme eines Benefizspieles sowie die Beschaffung und Einrichtung einer Vierzimmerwohnung“ als Bedingungen Townleys für einen Zweijahresvertrag. Der Trainer „soll sich mit dem Gedanken tragen, seine Familie aus England nach Deutschland kommen zu lassen. In diesem Falle würde auch sein 18jähr. Sohn, der in England als erstklassiger Stürmer einen guten Ruf hat, nach Hamburg übersiedeln und hier für die Farben Viktoria´s (sic!) tätig sein.“ Der Trainer verließ Victoria vor Jahresende 1922 und war in der Folgezeit vorübergehend in Schweden aktiv, lt. Fachpresse mit Imre Schlosser.
Im selben Jahre 1923 kehrte Townley über Groningen nach St. Gallen zurück, wo er bis Februar 1925 bleiben sollte. Zeitgleich war auch wieder sein Sohn Jimmy an seiner Seite. In diesem Zusammenhang ist noch interessant, dass St. Gallen mit Jack Reynolds bereits zu Beginn der 1910er-Jahre einen englischen Trainer beschäftigt hatte, der im weiteren Verlauf seiner Trainerkarriere nach Amsterdam wechselte und dort Ajax zu einem führenden Verein der Niederlande machte.
Bereits 1923 betreute Townley nebenamtlich auch den FC Konstanz.
1924 war Townley neben Dori Kürschner, Jimmy Hogan und Teddy Duckworth als einer von vier Trainern eingeplant, die die Schweizer Nationalmannschaft auf das olympische Fußballturnier 1924 in Paris vorbereiten sollten. Er sollte hier die Spieler im Raum Zürich betreuen. Schließlich nahm er aber ein Angebot der Niederlande an, deren Nationalmannschaft auf die Spiele vorzubereiten und durch das Turnier zu führen. Dort verlor er mit seiner Mannschaft im Halbfinale nur knapp mit 1:2 gegen das seinerzeit wohl weltbeste Team aus Uruguay, mit Spielern wie José Leandro Andrade und Pedro Cea. Im Spiel um die Bronzemedaille gegen Schweden stand es nach Verlängerung 1:1 und im Wiederholungsspiel unterlagen die Niederlande mit 1:3. Das blieb immerhin für 50 Jahre der größte Erfolg der Niederländer. Die Schweizer Nationalmannschaft unterlag im Finale den Uruguayern mt 0:3 und gewann damit Silbermedaille. Zwischen März und Juni 1924 betreute Townley die Holländer in insgesamt in acht Länderspielen, von denen zwei gewonnen und drei verloren wurden; drei endeten unentschieden.

### Neuer Erfolg mit Fürth
Von St. Gallen (siehe oben) ging Townley wieder nach Hamburg und übernahm mit begrenztem Erfolg den SV St. Georg.
In der Woche vor dem Finale um die deutsche Meisterschaft 1925/26 am 13. Juni 1926 warb ihn erneut die SpVgg Fürth an und gewann sogleich mit einem klaren 4:1-Endspielsieg gegen Hertha BSC im Finale von Frankfurt den zweiten Meistertitel der Klubgeschichte, welcher für Townley der dritte war. Die Nationalspieler Hans Hagen, Leonhard „Lony“ Seiderer und Andreas Franz gehörten zu den Stars dieser Meistermannschaft. In der Saison darauf produzierte die Münchner Allgemeine Zeitung eine der ersten deutschen Trainer vs Trainer Storylines, als die britischen Trainer Townley, Fred Spiksley, William Stanton und Jim McPherson mit dem 1. FC Nürnberg, ASV Nürnberg und dem FC Bayern in der Bezirksliga auf die Spielvereinigung trafen.
Im Oktober 1927 löste er beim FSV Frankfurt den mittlerweile dort agierenden William Stanton ab. Das seinerzeitige Spielsystem des FSV beruhte in überwiegendem Maße auf Kraft und Ausdauer, so dass die Bornheimer mit dem plötzlichen Wechsel auf das filigrane und flüssige Kombinationsspiel, wie es Townley lehrte, zunächst nicht zurechtkamen, und durch die Niederlage im ersten Spiel unter Townley gegen Sport 1860 Hanau platzten auch gleich alle Meisterschaftsträume am Bornheimer Hang. 1928 wechselte Townley auf die andere Mainseite zum FC Union Niederrad 07, der sich ab jener Zeit vorübergehend als Nummer drei in Frankfurt etablieren konnte. Finanzielle Engpässe zwangen die Frankfurter Vorstädter aber, das Engagement nach 15 Monaten zu beenden. In der Spielzeit 1929/30 trainierte Townley wenige Kilometer weiter den ebenfalls in der Bezirksklasse Main/Hessen angesiedelten SV Darmstadt 98.
Mittlerweile hatte die SpVgg Fürth ihre dritte deutsche Meisterschaft gewonnen. Unter dem Spielertrainergespann Hans „Urbel“ Krauß und Andreas Franz gewannen die Franken das Finale von 1929 gegen die Berliner Hertha mit 3:2. Der “kicker” kommentierte das weiland wie folgt: Das Geheimnis (…) ist und bleibt das Erbe des genialen Engländers William Townley; Fürths System ist immer noch die wundervolle Schöpfung des alten Blackburn-Roversmann, der den Fürthern einmal vor dem Krieg die Feinheiten der Fußballkunst so fest eingeimpft hat, daß sie es auf dem fruchtbaren Nürnberg-Fürther Boden noch nicht verlernt haben. (Rechtschreibung wie im Original)
Der so gepriesene kehrte im September 1930 erneut nach Fürth zurück und gewann mit den „Kleeblättlern“ in der Spielzeit 1930/31 wieder die süddeutsche Meisterschaft. Im Rennen um die deutsche Meisterschaft verlor Titelverteidiger Fürth jedoch im Viertelfinale gegen den nunmehrigen Titelverteidiger Hertha BSC im Poststadion der Reichshauptstadt mit 1:3. 1932 kann sich die Spielvereinigung nicht für die Meisterschaftsendrunde qualifizieren und Townley verabschiedet sich im März ein letztes Mal von den Franken.
Zum 1. März 1932 verpflichtete SV Arminia Hannover Tonley mit einem Zweijahresvertrag. Er schlug mit den Niedersachsen im Achtelfinale den Dresdner SC, verlor dann aber in der nächsten Runde mit 0:3 auf eigenem Platz gegen den späteren Meister Fortuna Düsseldorf, in deren Reihen der legendäre Paul Janes stand. Diese Zeit sollte die erfolgreichste Periode in der Geschichte von Arminia Hannover sein. Schon ein Jahr später war Townley für Eintracht Hannover aktiv. Es war zugleich die letzte zurückverfolgbare Trainerposition Townleys.
Townley, der bereits 1943 seine Frau verlor, lebte zuletzt bei seinen beiden Töchtern in Blackpool an der Irischen See, während sein Sohn Jimmy zuletzt in der Schweiz nebenberuflich den Zweitligisten FC Thun trainierte. William Townley, der „zuletzt gesundheitlich nicht mehr ganz auf der Höhe“ war, verstarb am 30. Mai 1950 im Alter von 84 Jahren in Blackpool.
Über Townley informierte der Sportfilm Bei Meister Townley in der Lehre von 1927, der im weiland üblichen Beiprogramm zum Hauptfilm in deutschen Lichtspielhäusern gezeigt wurde.

## Sportliche Erfolge

### Als Spieler
- FA-Cup-Sieger 1890, 1891

### Als Trainer
- Kronprinzenpokal: 1913
- Deutscher Meister 1910, 1914, 1926
- Süddeutscher Meister 1931
- Süddeutscher Pokalsieger 1927
- Bayerischer Meister 1912, 1913
- Norddeutscher Vizemeister 1933
- Südbayerischer Meister 1920
- Münchner Meister 1920
- Vierter des olympischen Fußballturniers 1924

## Ehrungen
In der Nähe des Sportparks Ronhof in Fürth trägt seit November 2019 der William-Townley-Weg seinen Namen.